# Miloš Milojević
Miloš Milojević (Knjaževac, 29 settembre 1982) è un allenatore di calcio ed ex calciatore serbo, fino al 2003 jugoslavo e fino al 2006 serbo-montenegrino, di ruolo difensore o centrocampista, attualmente allenatore dello Sharjah.

## Carriera

### Giocatore
La prima parte della sua carriera da giocatore si è sviluppata in Serbia, senza però mai arrivare a disputare la massima serie nazionale.
Nell'aprile del 2006 ha seguito il suggerimento dell'amico Mladen Ilić e si è trasferito in Islanda per essere ingaggiato insieme allo stesso Ilić dall'Hamar, squadra militante in 3. deild ovvero il quarto livello del calcio locale. Come da lui stesso dichiarato, il suo intento iniziale era quello di rimanere in Islanda solo per pochi mesi, ma in realtà ha finito per stabilirsi nel paese nordico per alcuni anni, lavorando anche come professore di educazione fisica. È rimasto in quarta serie anche nei due anni successivi, trascorsi però con i colori dell'Ægir, quindi per la stagione 2009 è tornato all'Hamar che nel frattempo era salito in 2. deild.
In vista della stagione 2010 egli è diventato un giocatore del Víkingur, club in cui già in precedenza aveva iniziato ad allenare a livello giovanile. Quel campionato di 1. deild si è concluso con il primo posto in classifica e la conseguente promozione in Úrvalsdeild 2011. Nell'annata seguente, a torneo in corso, Milojević ha smesso di giocare per focalizzarsi interamente sull'attività di allenatore.

### Allenatore
Al termine della stagione 2012, Milojević (che già aveva altri compiti all'interno del club, come quello di allenatore delle giovanili) è stato assunto come assistente di Ólafur Þórðarson sulla panchina della prima squadra del Víkingur. Un paio di anni più tardi i rossoneri centrarono la qualificazione europea chiudendo al quarto posto l'Úrvalsdeild 2014, in quello che di fatto è stato il piazzamento più alto ottenuto dal club dal 1991 in poi. Il 15 luglio 2015, a seguito delle dimissioni di Þórðarson, la società ha scelto di promuovere Milojević a capo allenatore.
Dopo aver chiuso il campionato 2015 al nono posto e il campionato 2016 al settimo posto, Milojević ha iniziato con i rossoneri anche il campionato 2017, ma nel mese di maggio si è dimesso per poi essere ingaggiato pochi giorni dopo come nuovo allenatore del Breiðablik, formazione che era in cerca di un tecnico al posto dell'esonerato Arnar Grétarsson. Questo cambio di squadra è stato criticato pubblicamente dall'amministratore delegato del Víkingur, che si è detto irritato con l'allenatore serbo per come si è svolta la trattativa. Il Breiðablik ha chiuso quel campionato al sesto posto, quindi la società e il tecnico hanno concordato che il contratto non sarebbe stato rinnovato.
Dopo 11 anni trascorsi in Islanda, il 1º gennaio 2018 Milojević ha assunto ufficialmente i ruoli di assistente allenatore della prima squadra e di responsabile del settore giovanile del Mjällby, squadra impegnata nella terza serie svedese. Nel giugno dello stesso anno, a seguito delle dimissioni di Jonas Andersson presentate per motivi personali, Milojević è stato promosso a capo allenatore. Nei suoi due anni di permanenza sulla panchina del Mjällby, la squadra ha conquistato due promozioni consecutive che hanno portato i gialloneri dalla terza alla prima serie nazionale, avendo chiuso al primo posto in classifica sia il campionato di Division 1 2018 che quello di Superettan 2019.
Nel dicembre del 2019 Milojević è tornato in Serbia per entrare a far parte dello staff tecnico della Stella Rossa in qualità di assistente del nuovo capo allenatore Dejan Stanković. Con i biancorossi belgradesi è rimasto per un anno e mezzo, vincendo in entrambi i casi il titolo nazionale e riportando in bacheca una Coppa di Serbia che al club mancava da nove anni. Il successo nella Superliga 2020-2021 è coinciso inoltre con il record europeo assoluto di 108 punti conquistati nell'arco di un singolo campionato.
Milojević ha lasciato il proprio incarico alla Stella Rossa nel giugno 2021 quando è stato presentato come nuovo capo allenatore degli stoccolmesi dell'Hammarby, i quali pochi giorni prima avevano esonerato il tecnico Stefan Billborn durante la pausa estiva dell'Allsvenskan 2021. Nell'arco di quella stessa estate, in Europa Conference League, la sua squadra ha eliminato prima gli sloveni del Maribor e poi i serbi del Čukarički, sfiorando la qualificazione alla fase a gironi svanita ai calci di rigore contro gli svizzeri del Basilea. In campionato invece è arrivato un quinto posto.
Il 13 dicembre 2021 Milojević è stato licenziato dall'Hammarby con tre anni di anticipo rispetto alla scadenza contrattuale. La dirigenza svedese ha definito inaccettabile la volontà del tecnico di voler approdare sulla panchina del Rosenborg, così come i viaggi in Norvegia da lui effettuati per trattare l'incarico.
Il 7 gennaio 2022 è stato ufficialmente annunciato come successore di Jon Dahl Tomasson sulla panchina del Malmö FF campione di Svezia in carica. Nonostante la vittoria della Coppa di Svezia, la sua parentesi sulla panchina azzurra è durata solo pochi mesi poiché il 29 luglio è stato esonerato, complice il quinto posto in classifica a metà campionato e la doppia sconfitta nel secondo turno preliminare di Champions League contro i meno quotati lituani dello Žalgiris.
Il 26 agosto 2022 torna alla Stella Rossa, questa volta però nelle vesti di capo allenatore in sostituzione del dimissionario Dejan Stanković. Pur mancando l'accesso alla fase a gironi di Champions League, la squadra ha successivamente vinto il campionato e la Coppa di Serbia. A fine stagione, la società belgradese ha annunciato che Milojević non sarebbe stato l'allenatore del club nell'annata seguente.
Il 5 giugno 2023 viene annunciato il suo approdo sulla panchina dell'Al-Wasl, società sportiva emiratina con sede a Dubai.

## Statistiche

### Statistiche da allenatore
Statistiche aggiornate al 12 settembre 2024. In grassetto le competizioni vinte.
| Stagione        | Squadra         | Campionato      | Campionato | Campionato | Campionato | Campionato | Coppe nazionali | Coppe nazionali | Coppe nazionali | Coppe nazionali | Coppe nazionali | Coppe continentali | Coppe continentali | Coppe continentali | Coppe continentali | Coppe continentali | Altre coppe | Altre coppe | Altre coppe | Altre coppe | Altre coppe | Totale | Totale | Totale | Totale | % Vittorie | Piazzamento     |
| Stagione        | Squadra         | Comp            | G          | V          | N          | P          | Comp            | G               | V               | N               | P               | Comp               | G                  | V                  | N                  | P                  | Comp        | G           | V           | N           | P           | G      | V      | N      | P      | %          | Piazzamento     |
| --------------- | --------------- | --------------- | ---------- | ---------- | ---------- | ---------- | --------------- | --------------- | --------------- | --------------- | --------------- | ------------------ | ------------------ | ------------------ | ------------------ | ------------------ | ----------- | ----------- | ----------- | ----------- | ----------- | ------ | ------ | ------ | ------ | ---------- | --------------- |
| lug.-ott. 2015  | Víkingur        | U               | 10         | 2          | 5          | 3          | Bk+Db           | 0+0             | 0+0             | 0+0             | 0+0             | -                  | -                  | -                  | -                  | -                  | -           | -           | -           | -           | -           | 10     | 2      | 5      | 3      | 20,00      | Sub, 9°         |
| 2016            | Víkingur        | U               | 22         | 9          | 5          | 8          | Bk+Db           | 2+7             | 1+4             | 0+2             | 1+1             | -                  | -                  | -                  | -                  | -                  | -           | -           | -           | -           | -           | 31     | 14     | 7      | 10     | 45,16      | 7°              |
| feb.-mag. 2017  | Víkingur        | U               | 3          | 1          | 0          | 2          | Bk+Db           | 1+5             | 1+2             | 0+1             | 0+2             | -                  | -                  | -                  | -                  | -                  | -           | -           | -           | -           | -           | 9      | 4      | 1      | 4      | 44,44      | Dim             |
| Totale Vikingur | Totale Vikingur | Totale Vikingur | 35         | 12         | 10         | 13         |                 | 15              | 8               | 3               | 4               |                    | -                  | -                  | -                  | -                  |             | -           | -           | -           | -           | 50     | 20     | 13     | 17     | 40,00      |                 |
| mag.-set. 2017  | Breiðablik      | U               | 18         | 8          | 3          | 7          | Bk+Db           | 0+0             | 0+0             | 0+0             | 0+0             | -                  | -                  | -                  | -                  | -                  | -           | -           | -           | -           | -           | 18     | 8      | 3      | 7      | 44,44      | Sub, 6°         |
| giu.-nov. 2018  | Mjällby         | D1              | 18         | 14         | 3          | 1          | -               | -               | -               | -               | -               | -                  | -                  | -                  | -                  | -                  | -           | -           | -           | -           | -           | 18     | 14     | 3      | 1      | 77,78      | Sub, 1° (prom.) |
| 2019            | Mjällby         | SU              | 30         | 17         | 6          | 7          | SC              | 1               | 1               | 0               | 0               | -                  | -                  | -                  | -                  | -                  | -           | -           | -           | -           | -           | 31     | 18     | 6      | 7      | 58,06      | 1° (prom.)      |
| Totale Mjallby  | Totale Mjallby  | Totale Mjallby  | 48         | 31         | 9          | 8          |                 | 1               | 1               | 0               | 0               |                    | -                  | -                  | -                  | -                  |             | -           | -           | -           | -           | 49     | 32     | 9      | 8      | 65,31      |                 |
| lug.-dic. 2021  | Hammarby        | A               | 22         | 12         | 6          | 4          | SC              | 1               | 1               | 0               | 0               | UECL               | 6                  | 4                  | 0                  | 2                  | -           | -           | -           | -           | -           | 29     | 17     | 6      | 6      | 58,62      | Sub, 5°         |
| feb.-lug. 2022  | Malmö FF        | A               | 16         | 9          | 3          | 4          | SC              | 6               | 5               | 1               | 0               | UCL                | 4                  | 1                  | 1                  | 2                  | -           | -           | -           | -           | -           | 26     | 15     | 5      | 6      | 57,69      | Eson            |
| ago. 2022-2023  | Stella Rossa    | SL              | 25+7       | 21+4       | 4+3        | 0          | KS              | 5               | 4               | 1               | 0               | UEL                | 6                  | 2                  | 0                  | 4                  | -           | -           | -           | -           | -           | 43     | 31     | 8      | 4      | 72,09      | Sub, 1°         |
| 2023-2024       | Al-Wasl         | PL              | 26         | 21         | 4          | 1          | PC+CdL          | 4+6             | 4+4             | 0+1             | 0+1             | -                  | -                  | -                  | -                  | -                  | -           | -           | -           | -           | -           | 36     | 29     | 5      | 2      | 80,56      | 1°              |
| 2024-2025       | Al-Wasl         | PL              | 5          | 2          | 1          | 2          | PC+CdL          | 1+0             | 1+0             | 0+0             | 0+0             | ACL                | 3                  | 2                  | 0                  | 1                  | -           | -           | -           | -           | -           | 9      | 5      | 1      | 3      | 55,56      |                 |
| Totale Al Wasl  | Totale Al Wasl  | Totale Al Wasl  | 31         | 23         | 5          | 3          |                 | 11              | 9               | 1               | 1               |                    | 3                  | 2                  | 0                  | 1                  |             | -           | -           | -           | -           | 45     | 34     | 6      | 5      | 75,56      |                 |
| Totale carriera | Totale carriera | Totale carriera | 202        | 120        | 43         | 39         |                 | 39              | 28              | 6               | 5               |                    | 19                 | 9                  | 1                  | 9                  |             | -           | -           | -           | -           | 260    | 157    | 50     | 53     | 60,38      |                 |

## Palmarès

### Allenatore
- Division 1 (Svezia): 1

Mjallby 2018
- Superettan: 1

Mjallby 2019
- Coppa di Svezia: 1

Malmö: 2021-2022
- Campionato serbo: 1

Stella Rossa: 2022-2023
- Coppa di Serbia: 1

Stella Rossa: 2022-2023
- UAE Arabian Gulf League: 1

Al Wasl: 2023-2024
- Coppa del Presidente degli Emirati Arabi Uniti: 1

Al Wasl: 2023-2024